# Victor von Tschusi zu Schmidhoffen

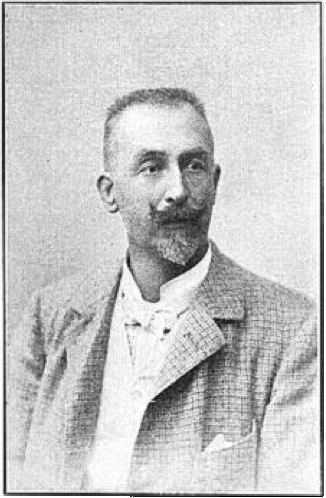
Victor Ritter von Tschusi zu Schmidhoffen (1905)

Victor Reichsritter Tschusi zu Schmidhoffen (* 28. Dezember 1847 auf Gut Smíchov bei Prag, Königreich Böhmen; † 5. März 1924 am Tännenhof bei Hallein, Land Salzburg) war ein österreichischer Ornithologe und Herausgeber des Ornithologischen Jahrbuchs.

## Leben und Wirken
Victor Tschusi stammte aus einem Tiroler Adelsgeschlecht. Sein Großvater Karl Johann von Tschusi zu Schmidhoffen war 1814–1815 Bürgermeister von Innsbruck.
Victor Tschusis Vater Alois war Oberleutnant der kaiserlich-königlichen Armee. Nach seiner Armeezeit führte er das Gut Smichow in der Nähe von Prag, das weithin als Mustergut für chemische Landwirtschaft bekannt war.
Beide Eltern, aber insbesondere seine Mutter Josephine interessierten sich sehr für Naturwissenschaften. Zu ihren Bekannten gehörten Alexander von Humboldt (1769–1859) und der Weltumsegler Heinrich von Kittlitz (1799–1874). Sie vermittelte dem jungen Victor die Liebe zur Natur und insbesondere zur Avifauna. Seine Kindheit verbrachte Victor von Tschusi auf dem väterlichen Gut. Einen Teil seiner Gymnasialausbildung erhielt er am Kollegium Kalksburg der Jesuiten bei Wien. Als die Familie nach Krems an der Donau zog, wurde er dort von einem Hauslehrer weiter unterrichtet.
Am 21. Januar 1864 verstarb sein Vater in Krems im Alter von 52 Jahren.
Nach seiner Gymnasialzeit zog er nach Wien, wo er seine naturwissenschaftlichen Studien vorantrieb.
Er verlobte sich mit der am 24. April 1848 in Verona geborenen Natalie Kuhn von Kuhnenfeld. Sie war der Grund, warum er sich nach einem neuen Heim umschaute und den Tännenhof bei Hallein kaufte. Am 24. April 1871 heiratete er seine Verlobte in Preßburg und bezog den neu erworbenen Hof.
Auf der Hochzeitsreise wären die Jungvermählten fast ums Leben gekommen, als in ihrem Hotelzimmer Gas ausströmte und beide bewusstlos wurden.
Das Paar hatte zwei Söhne, Friedrich und Rudolf.
Rudolf, der vor seinem Vater starb, musste wegen Unregelmäßigkeiten seine Heimat verlassen und lebte von 1902 bis 1919 unter dem Namen Rudolf von Thanner als Ornithologe auf Teneriffa, wo er zum Experten der kanarischen Avifauna wurde und seinem Vater regelmäßig Vogelbälge von den Kanarischen Inseln schickte. Rudolf publizierte auch selbst, u. a. Ornithologisches aus Vorarlberg. Sohn Friedrich kam 1926 mit der Diagnose Paraphrenie in die Salzburger Landesheil- und Pflegeanstalt und wurde vom NS-Regime 1941 in der Tötungsanstalt Hartheim ermordet.
Victors Vetter Alois Ritter von Tschusi Schmidhoffen aus Glurns in Tirol (heute: Südtirol) unterstützte Victors Leidenschaft ebenfalls und versorgte ihn mit Bälgen.
Tschusi war leidenschaftlicher Patriot, doch als Österreicher war er nach dem Ersten Weltkrieg (wie fast alle Salzburger) auch Deutschland verbunden. Als am 24. April 1921 im Salzburger Land eine Volksabstimmung zum Anschluss an Deutschland stattfand, stimmte er trotz seines hohen Alters (gemeinsam mit 98 % der Salzburger Wählerschaft) für den Anschluss.

## Wissenschaftliches Wirken
In Krems bei seinen Eltern legte er schon früh den Grundstein für sein wissenschaftliches Wirken. In zahlreichen Ausflügen studierte er die lokale Fauna. Nachdem er das Gymnasium abgeschlossen hatte, zog er nach Wien. Hier lernte er von einem Tierpräparator des k.k. naturhistorischen Hof-Museums das Handwerk der Taxidermie von Vögeln, eine Kunst, in der er schließlich als Meister galt. Als er im Jahr 1865 Mitglied der Kaiserlich-Königlichen Zoologisch-Botanischen Gesellschaft wurde, lernte er Georg Ritter von Frauenfeld (1807–1873) kennen, der mit seinen Anregungen Tschusis spätere Forschungsarbeiten prägte. Schon früh zeigte sich, dass seine Studien dem Standard der damaligen naturwissenschaftlichen Forschung voraus waren.
Noch während seiner Zeit in Wien bildete er sich weiter, indem er ornithologische Fachliteratur studierte und die große Vogelsammlung des Museums durchforstete. Schon bald erkannte er, dass ein Wissenschaftler auch eine eigene Sammlung haben sollte. Nachdem er anfangs noch Dermoplastiken fertigte, ging er bald dazu über, nur noch Bälge zu präparieren. Seine Sammlung von 554 ausgestopften Vögeln vermachte er schließlich dem Museum. Im Jahr 1868 trat er der Deutschen Ornithologischen Gesellschaft bei, bei der er bis zu seinem Tod Mitglied war. In den Jahren 1866 bis 1870 unternahm er zahlreiche ornithologische Reisen. Seine erste Reise führte ihn durch große Teile der österreichischen Monarchie. Er erkundete das Riesengebirge, den Böhmerwald, die Steiermark, Kärnten, Krain, die Provinz Triest, Kroatien, Tirol, Salzburg und Oberösterreich. Außerdem besuchte er Oberitalien und Deutschland. Auf seinen Reisen lernte er viele bedeutende Ornithologen kennen und sah sich die größeren Vogelsammlungen an. Selbst Heinrich Gätke (1814–1897) besuchte er auf Helgoland.

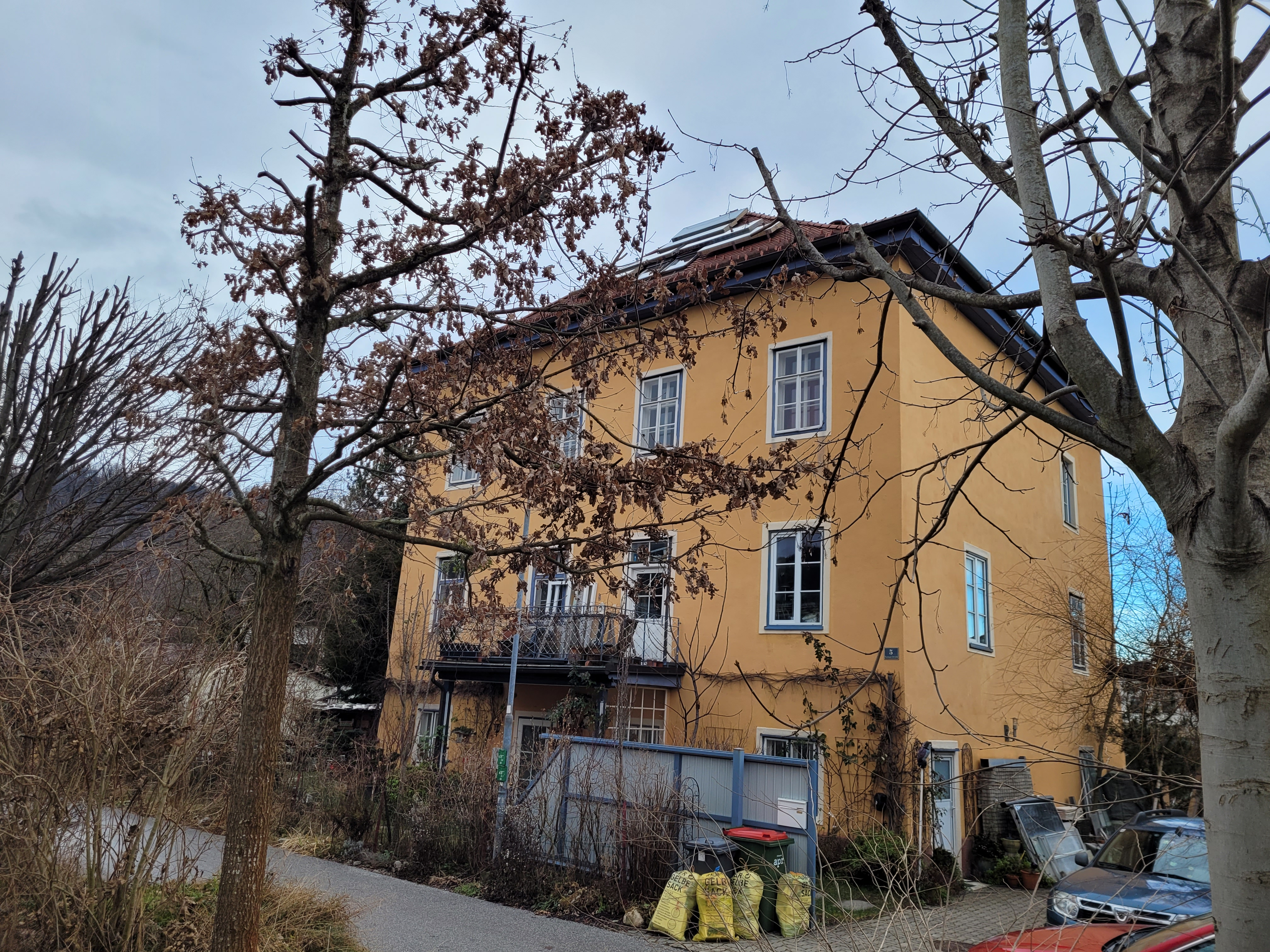
Tschusivilla. Villa Tännenhof b. Hallein, Wohnsitz der Familie Tschusi von 1871 bis 1924

Auf dem Tännenhof empfing er viele bekannte Ornithologen, die es sich nicht nehmen ließen, ihn zu besuchen, sobald sie sich in der Gegend befanden. Zu seinen Gästen gehörten u. a.:
| - Jean Louis Cabanis (1816–1906) - Alfred Brehm (1829–1884) - Gustav Radde (1831–1903) - Wilhelm (1845–1912) und Rudolf Blasius (1842–1907) - Alexander von Homeyer (1834–1903) - Blasius Hanf (1808–1892) - Otmar Reiser (1861–1936) - Otto Finsch (1839–1917) - Anton Reichenow (1847–1941) - Herman Schalow (1852–1925) | - Ferdinand Heine junior (1840–1920) - Adolph Nehrkorn (1841–1916) - Ottó Herman (1835–1914) - Ludwig Lorenz von Liburnau (1856–1943) - Stefan von Chernel zu Chernelhâza (1865–1922) - Carlo von Erlanger (1872–1904) - Carlo Ettore Arrigoni degli Oddi (1867–1942) - Otto Kleinschmidt (1870–1954) - Josef Gengler (1863–1931) - Eduard Paul Tratz (1888–1977) |

und viele mehr.
Nachdem er sich auf dem Tännenhof niedergelassen hatte, beschloss er, sich auf ein Forschungsgebiet festzulegen und konzentrierte sich auf die paläarktische Avifauna. Er begann große Serien der gleichen Vogelart aus allen Verbreitungsgebieten zu sammeln.
Sehr bald fiel ihm auf, dass Unterarten mit unterschiedlicher Färbung auch verschiedene Brutgebiete aufsuchten. Neben der Farbe identifizierte er auch Größe, Schnabelform und andere biologische Merkmale in den geographischen Varietäten. Die vielen neuen Formen dieser Zeit führte er nicht auf eine bessere Beobachtungsgabe der damaligen Ornithologen zurück, sondern auf die Art und Weise, wie zu diesem Zeitpunkt gesammelt wurde. Mit Motacilla cinerea schmitzi beschrieb er 1900 seine erste neue Unterart, die er Pater Ernst Schmitz (1845–1922), einem naturwissenschaftlichen Pionier auf Madeira, widmete. Eine weitere wichtige Publikation zum Thema geographische Varietäten war im Jahr 1906 Die Typen meiner Sammlung. Bis 1914 hatte Tschusi 54 geographische Formen beschrieben, die er meist im Ornithologischen Jahrbuch, den Ornithologischen Monatsberichten und der Ornithologischen Monatsschrift publizierte. Einige neue Formen beschrieb er in Kooperation mit Nikolai Alexejewitsch Sarudny (1859–1919), Carl Eduard Hellmayr (1878–1944), Harald von Loudon (1876–1959), Otmar Reiser, Otto Kleinschmidt, Johann Polatzek (1838–1927) und Robert von Dombrowski (1869–1932).
Neben seinen Arbeiten über Systematik setzte Tschusi sich für einen vernünftigen Vogelschutz ein. So publizierte er bereits 1872 eine Broschüre mit dem Titel „Schützet und heget die Vögel“. Ein Mahnruf an alle Land- und Forstwirthe, Jäger und Freunde der Vögel, von der er den Lehranstalten 500 Stück kostenlos zur Verfügung stellte. Als Anerkennung für seinen Einsatz schickte ihn das Ministerium im Jahr 1895 als wissenschaftlichen Beirat der österreich-ungarischen Regierungsdelegation zum Internationalen Vogelschutzkongress nach Paris. Im Jahr 1899 beauftragte ihn das Ackerbauministerium mit einem Gutachten über verschiedene Aspekte des Vogelschutzes.
Kronprinz Rudolf von Österreich-Ungarn (1858–1889), ebenfalls ein begeisterter Ornithologe, berief ihn 1882 nach Wien. Er übertrug ihm die Aufgabe, auf dem Gebiet der Monarchie Vogelstationen zu errichten und deren Leitung zu übernehmen. Dieser Tätigkeit ging Tschusi voller Elan nach und übernahm die Redaktion der Jahresberichte. Mit dem Kronprinzen stand er in ständigem brieflichen Austausch. Nachdem das Projekt durch Rudolfs Suizid seinen Schirmherrn verloren hatte, wurden die Aktivitäten eingeschränkt und schließlich ganz eingestellt.
Im Jahr 1889 gründete Tschusi die Fachzeitschrift Ornithologisches Jahrbuch, die sich der Pflege der Ornis des paläarktischen Faunengebietes verpflichtet sah. Aus Tschusis Sicht war diese nötig, da der Ornithologische Verein nach dem Tod des Kronprinzen an Bedeutung verloren hatte. Paten der Zeitschrift waren von Homeyer und Reiser. Im Jahr 1919 musste Tschusi das Blatt aus finanziellen Gründen einstellen. Er hatte zwar die Hoffnung, dass Guido Schiebel (1881–1956), den er als seinen Nachfolger aufbaute, das Blatt wiederbeleben könnte, doch erfüllte sich dieser Wunsch nicht.
Schon mit 18 Jahren hatte Tschusi seine erste wissenschaftliche Abhandlung publiziert. Es folgte eine Vielzahl von Veröffentlichungen in allen wichtigen wissenschaftlichen und ornithologischen Journalen, Jagdzeitschriften sowie in Tageszeitungen. Am Ende waren es mehr als 700 Publikationen, die aus der Feder Tschusis stammten.
Seine Sammeltätigkeit kann in fünf Phasen unterteilt werden. Die ersten 554 ausgestellten Vögel gingen wie erwähnt an das Naturhistorische Museum Wien. Auch seine zweite Sammlung von 5756 Bälgen ging 1906 an das Museum und das, obwohl viele Sammler im Ausland hohe Summen für die Sammlung boten. Die dritte Sammlung, bestehend aus 1600 Bälgen, ging an den Münchner Ornithologen Alfred Louis Laubmann (1886–1965) und landete schließlich in der Zoologischen Staatssammlung München. Die vierte Sammlung von 1578 Bälgen vermachte er dem Salzburger Zoologen Eduard Paul Tratz und unterstützte dessen Institut für Vogelkunde mit einem Zeitungsaufruf.
Die fünfte Sammlung, bestehend aus 500 Bälgen, wurde wiederum dem Wiener Museum einverleibt.
Tschusi hatte viele Freunde, für die er immer ein offenes Ohr hatte. Er nahm sich Zeit für junge Nachwuchskräfte und vermittelte ihnen sein Wissen. So kommunizierte er oft mit Pfarrer Andreas Johannes Jäckel (1822–1885) und dessen Familie oder mit dem Nürnberger Erwin Gebhardt (1887–1914). Als Ehrenmitglied der Ornithologischen Gesellschaft in Bayern stand er mit deren Mitgliedern in ständigem Austausch.
Zu seiner goldenen Hochzeit im April 1921 verlieh ihm die philosophische Fakultät der Universität Innsbruck den Doctor honoris causa. Außerdem wurde er Ehrenbürger der Stadt Hallein, die Tschusistraße in Hallein ist nach ihm benannt
Die Ehrenpension, die ihm der Staat Österreich zum Fest zukommen ließ, entpuppte sich als Farce, da sie durch die herrschende Hyperinflation praktisch wertlos war, und wurde im Januar 1924 zurückgezogen. In dieser Zeit kam ihm seine weltweite Vernetzung zugute, da ihn amerikanische Ornithologen mit der Zusendung von sogenannten Liebespaketen unterstützten.

## Dedikationsnamen
Otmar Reiser und György Ede Almásy Graf von Zsadány und Törökszentmiklós (1867–1933) widmeten Tschusi 1898 eine Unterart der Rohrammer (Emberiza schoeniclus tschusii),
Carlo Ettore Arrigoni degli Oddi (1867–1942) 1932 eine Unterart des Stieglitz (Carduelis carduelis tschusii)
und Otto Kleinschmidt 1907 eine Unterart des Wendehalses (Jynx torquilla tschusii)
Zusammen mit Carl Hilgert beschrieb Letzterer im gleichen Journal eine weitere Unterart der Wasseramsel namens Cinclus aquaticus tschusii,
die heute als Synonym von Cinclus cinclus aquaticus (Bechstein, 1797) gilt. Kleinschmidt beschrieb eine weitere Unterart, Falco Hierofalco tschusii,
die als Synonym der Lannerfalken-Unterart Falco biarmicus tanypterus Schlegel, 1843 gilt.

## Erstbeschreibungen durch Victor Ritter von Tschusi zu Schmidhoffen
Von Tschusi zu Schmidhoffen hat zahlreiche Unterarten, die neu für die Wissenschaft waren, beschrieben. Bei einigen Artikeln arbeitete auch mit anderen Autoren zusammen. Zu den Unterarten gehören chronologisch u. a.:
- Motacilla cinerea schmitzi von Tschusi zu Schmidhoffen, 1900 – Unterart der Gebirgsstelze
- Poecile palustris italicus von Tschusi zu Schmidhoffen & Hellmayr, 1900 – Unterart der Sumpfmeise
- Carduelis carduelis parva von Tschusi zu Schmidhoffen, 1901 – Unterart des Stieglitz
- Coracias garrulus semenowi von Loudon & von Tschusi zu Schmidhoffen, 1902 – Unterart der Blauracke
- Passer hispaniolensis transcaspicus von Tschusi zu Schmidhoffen, 1902 – Unterart des Weidensperlings
- Linaria cannabina nana von Tschusi zu Schmidhoffen, 1901 – Unterart des Bluthänflings
- Linaria cannabina mediterranea (von Tschusi zu Schmidhoffen, 1903) – Unterart des Bluthänflings
- Tachymarptis melba tuneti (von Tschusi zu Schmidhoffen, 1904) – Unterart des Alpenseglers
- Columba palumbus maderensis von Tschusi zu Schmidhoffen, 1904 – Unterart der Ringeltaube
- Otus scops cycladum (von Tschusi zu Schmidhoffen, 1904) – Unterart der Zwergohreule
- Sitta europaea rubiginosa von Tschusi zu Schmidhoffen & Sarudny, 1905 – Unterart des Kleibers
- Sylvia cantillans inornata von Tschusi zu Schmidhoffen, 1906 – Unterart der Weißbartgrasmücke
- Apus pallidus illyricus von Tschusi zu Schmidhoffen, 1907 – Unterart des Fahlseglers
- Chloris chloris madaraszi (von Tschusi zu Schmidhoffen, 1911) – Unterart des Grünfinks
- Loxia curvirostra corsicana von Tschusi zu Schmidhoffen, 1912 – Unterart des Fichtenkreuzschnabels

Gelegentlich findet man auch die Unterarten der Brillengrasmücke (Curruca conspicillata bella) von Tschusi zu Schmidhoffen, 1901, ein Synonym für Curruca conspicillata orbitalis (Wahlberg, 1854), der Mönchsgrasmücke (Sylvia atricapilla obscura) von Tschusi zu Schmidhoffen, 1901,  ein Synonym für Sylvia atricapilla heineken (Jardine, 1830), der Feldlerche (Alauda arvensis scotica) von Tschusi zu Schmidhoffen, 1903, ein Synonym für Alauda arvensis arvensis Linnaeus, 1758, der Grauammer (Emberiza calandra thanneri) von Tschusi zu Schmidhoffen, 1903, ein Synonym für Emberiza calandra calandra Linnaeus, 1758 und der Bartmeise (Panurus biarmicus occidentalis) von Tschusi zu Schmidhoffen, 1904 ein Synonym für Panurus biarmicus biarmicus (Linnaeus, 1758) in der Literatur.

## Schriften (Auswahl)
- Der Bart- oder Lammergeier (Gyaetus barbatus, Storr.). (Sein Vorkommen in Österreich einst und jetzt). In: Illustrierte Jagdzeitung. Band 1, 1873, S. 111–112.
- Wanderungen im Böhmerwalde. In: Journal für Ornithologie (= 3). Band 19, Nr. 2, 1871, S. 110–116 (biodiversitylibrary.org [abgerufen am 26. April 2015]).
- Ornithologische Mittheilungen aus Österreich (1870). In: Journal für Ornithologie (= 3). Band 19, Nr. 2, 1871, S. 116–119 (biodiversitylibrary.org [abgerufen am 26. April 2015]).
- Pfarrer Bl. Hanf's ornithologische Sammlung in Mariahof. In: Journal für Ornithologie (= 3). Band 19, Nr. 2, 1871, S. 119–121 (biodiversitylibrary.org [abgerufen am 26. April 2015]).
- Ornithologische Mittheilungen aus Oesterreich und Ungarn. (1877). In: Journal für Ornithologie (= 4). Band 26, Nr. 1, 1878, S. 94–98 (biodiversitylibrary.org [abgerufen am 26. April 2015]).
- Nachruf Andreas Johannes Jäckel mit einem Verzeichnis seiner Schriften im Anhang. In: Berichte des Naturwissenschaftlichen Vereins Passau. Band 13, 1888, S. 55–66 (zobodat.at [PDF; 567 kB; abgerufen am 3. Oktober 2015]).
- Ornithologisches aus dem vergangenen und dem heurigen Jahre. In: Mittheilungen des Ornithologischen Vereins in Wien. Band 13, 1889, S. 290–293 (zobodat.at [PDF; 424 kB; abgerufen am 4. Juni 2015]).
- in Carl Eduard Hellmayr: Einige Bemerkungen über die Graumeisen. In: Ornithologisches Jahrbuch. Band 11, Nr. 5/6, 1900, S. 201–217 (archive.org [abgerufen am 4. Juni 2015]).
- Bemerkungen über einige Vögel Madeira's. In: Ornithologisches Jahrbuch. Band 11, Nr. 5/6, 1900, S. 221–225 (archive.org [abgerufen am 4. Juni 2015]).
- Neue Formen von Madeira. In: Ornithologische Monatsberichte. Band 9, Nr. 9, 1901, S. 129–131 (biodiversitylibrary.org [abgerufen am 4. Juni 2015]).
- Passer hispaniolensis transcaspicus subsp. nov. In: Ornithologische Monatsberichte. Band 10, Nr. 6, 1902, S. 96 (biodiversitylibrary.org [abgerufen am 4. Juni 2015]).
- mit Harald von Loudon: Coracias garrulus semenowi Loudon & Tschusi nov. Subsp. In: Ornithologisches Jahrbuch. Band 13, Nr. 3/4, 1902, S. 148–150 (zobodat.at [PDF; 805 kB; abgerufen am 4. Juni 2015]).
- Über palaearktische Formen. (III.). In: Ornithologisches Jahrbuch. Band 14, Nr. 1/2, 1903, S. 1–21 (biodiversitylibrary.org).
- Über palaearktische Formen. (IV.). In: Ornithologisches Jahrbuch. Band 14, Nr. 3/4, 1903, S. 137–140 (zobodat.at [PDF; 1000 kB; abgerufen am 4. Juni 2015]).
- Über palaearktische Formen. (V.). In: Ornithologisches Jahrbuch. Band 14, Nr. 5/6, 1903, S. 161–170 (zobodat.at [PDF; 2,3 MB; abgerufen am 4. Juni 2015]).
- Über palaearktische Formen. (VI.). In: Ornithologisches Jahrbuch. Band 15, Nr. 3, 1904, S. 93–108 (zobodat.at [PDF; 3,6 MB; abgerufen am 4. Juni 2015]).
- Über palaearktische Formen. (VII.). In: Ornithologisches Jahrbuch. Band 15, Nr. 4, 1904, S. 121–124 (zobodat.at [PDF; 1000 kB; abgerufen am 4. Juni 2015]).
- Über palaearktische Formen. (VIII.). In: Ornithologisches Jahrbuch. Band 15, Nr. 5/6, 1904, S. 227–230 (zobodat.at [PDF; 1,1 MB; abgerufen am 4. Juni 2015]).
- Über palaearktische Formen. (IX.). In: Ornithologisches Jahrbuch. Band 16, Nr. 3/4, 1905, S. 127–141 (zobodat.at [PDF; 3,5 MB; abgerufen am 4. Juni 2015]).
- Über palaearktischen Formen. (XII.). In: Ornithologisches Jahrbuch. Band 17, Nr. 3/4, 1906, S. 141–142 (zobodat.at [PDF; 941 kB; abgerufen am 4. Juni 2015]).
- Die Typen meiner Sammlung. Originalbeschreibungen der jetzt im k. k. naturhistorischen Hofmuseum in Wien befindlichen Typen. In: Annalen des Naturhistorischen Museums in Wien. Band 21, Nr. 3/4, 1906, S. 179–194 (biodiversitylibrary.org [abgerufen am 4. Juni 2015]).
- Über palaearktische Formen. (XIII.). In: Ornithologisches Jahrbuch. Band 18, Nr. 4, 1907, S. 27–30 (zobodat.at [PDF; 1,8 MB; abgerufen am 4. Juni 2015]).
- Über palaearktischen Formen. (XV.). In: Ornithologisches Jahrbuch. Band 22, Nr. 1, 1911, S. 143–146 (biodiversitylibrary.org).
- Übersicht der Vögel Oberösterreichs und Salzburgs. In: Jahrbuch des Oberösterreichischen Musealvereines. Band 74. Linz 1916, S. 3–41 (ooegeschichte.at [PDF; abgerufen am 7. Mai 2018]).
- Ein Gedenkblatt an den letzten Tiroler Bartgeier (Gypaetus barbatus L.). In: Der Ornithologische Beobachter. Band 18, Nr. 12, 1921, S. 177–188 (biodiversitylibrary.org [abgerufen am 4. Juni 2015]).